# لارا مین
لارا مین (انگلیسی: Laura Main؛ زادهٔ ۱۹۷۷ یا ۱۹۷۸) بازیگر اهل اسکاتلند است. وی بخاطر ایفای نقش خواهر برنادت در مجموعه تلویزیونی درام با ماما تماس بگیرید شبکه بی‌بی‌سی وان، شناخته‌شده‌است.